# Hausvogteiplatz
Hausvogteiplatz är ett litet triangulärt torg i stadsdelen Mitte i Berlin. 
Torget anlades under mitten av 1700-talet på platsen för en tidigare bastion i Berlins renässansfästningsvallar, i samband med att dessa revs när staden växte utanför deras gränser. Ursprungligen tillhörde torget den historiska stadsdelen Friedrichswerder i Berlin och var under 1800-talet och 1900-talets början centrum för Berlins konfektionsindustri. Tidigare gick torget under beteckningen Quarree eller Jerusalemsplatz. Det nuvarande namnet Hausvogteiplatz är belagt sedan 1789 och syftar på den preussiska kungliga hovrättens byggnad som låg här under slutet av 1700-talet. Torget har givit namn åt tunnelbanestationen Hausvogteiplatz som ligger här.